# Ben Old
Benjamin Craig Old (* 13. srpna 2002) je novozélandský profesionální fotbalista, který hraje na pozici ofenzivního záložníka za francouzský klub AS Saint-Étienne a novozélandský národní tým.

## Mládí
Old začal svou sportovní kariéru jako golfista; Svou první golfovou hůl dostal, když mu byly dva roky. Old byl považován za zázračné golfové dítě, svůj první mezinárodní golfový turnaj hrál ve věku sedmi let. Odcestoval do Spojených států, aby si zahrál proti dalším zázračným dětem z celého světa v Las Vegas, Pinehurstu a San Diegu.

## Klubová kariéra

### Wellington Phoenix
Old původně žil v Aucklandu, než se přestěhoval do Wellingtonu a v roce 2018 se připojil k fotbalové akademii Wellington Phoenix. I když nebyl oficiálním členem seniorského týmu Wellingtonu Phoenix, trénoval s týmem ještě před jejich odchodem do Austrálie. Poté se Old znovu připojil k tréninku a debutoval jako náhradník při výhře Phoenixu 3:0 nad Western United.
Old vstřelil svůj první gól za Wellington Phoenix při vítězství 3:0 nad Brisbane Roar 30. března 2022.

### Saint-Étienne
Dne 9. července 2024 podepsal Old čtyřletou smlouvu s klubem Ligue 1 Saint-Étienne s opcí na pátý rok.

## Reprezentační kariéra

### Nový Zéland U17
Old byl součástí novozélandského týmu U17, který vyhrál Mistrovství Oceánie ve fotbale hráčů do 16 let 2018 a kvalifikoval se na Mistrovství světa ve fotbale do hráčů 17 let 2019 v Brazílii. Old si na tomto šampionátu zahrál ve dvou zápasech, nejprve nastoupil jako náhradník při úvodní prohře Nového Zélandu 1:2 s Angolou a poté nastoupil při výhře 1:0 nad Kanadou.

### Nový Zéland U23
Dne 25. června 2021 byl jmenován do rezervního týmu Nového Zélandu U23 pro olympijské hry v roce 2020. I když do Japonska skutečně odcestoval, nakonec si nezahrál v žádném zápase.

### Nový Zéland
Old byl jmenován do 30členného týmu Nového Zélandu pro kvalifikaci na Mistrovství světa ve fotbale 2022. Následně za reprezentaci debutoval 19. března 2022, kdy nastoupil jako náhradník v 67. minutě při vítězství 1:0 nad Papuou Novou Guineou ve skupinové fázi.

## Statistiky

### Klubové
Platí k zápasu hranému 20. září 2024.
| Klub                         | Sezóna            | Liga                              | Liga   | Liga | Národní pohár | Národní pohár | Ostatní | Ostatní | Celkově | Celkově |
| Klub                         | Sezóna            | Soutěž                            | Zápasy | Góly | Zápasy        | Góly          | Zápasy  | Góly    | Zápasy  | Góly    |
| ---------------------------- | ----------------- | --------------------------------- | ------ | ---- | ------------- | ------------- | ------- | ------- | ------- | ------- |
| Wellington Phoenix (rezerva) | 2019/20           | New Zealand Football Championship | 12     | 1    | —             | —             | —       | —       | 12      | 1       |
| Wellington Phoenix (rezerva) | 2020/21           | New Zealand Football Championship | 13     | 3    | —             | —             | —       | —       | 13      | 3       |
| Celkově                      | Celkově           | Celkově                           | 25     | 4    | –             | –             | –       | –       | 25      | 4       |
| Lower Hutt (hostování)       | 2021              | Central League                    | 6      | 0    | –             | –             | –       | –       | 6       | 0       |
| Wellington Phoenix           | 2020/21           | A-League                          | 1      | 0    | —             | —             | —       | —       | 1       | 0       |
| Wellington Phoenix           | 2021/22           | A-League                          | 24     | 1    | 3             | 0             | —       | —       | 27      | 1       |
| Wellington Phoenix           | 2022/23           | A-League                          | 17     | 1    | –             | –             | –       | –       | 17      | 1       |
| Wellington Phoenix           | 2023/24           | A-League                          | 29     | 5    | –             | –             | –       | –       | 29      | 5       |
| Celkově                      | Celkově           | Celkově                           | 71     | 7    | –             | –             | –       | –       | 71      | 7       |
| AS Saint-Étienne             | 2024/25           | Ligue 1                           | 4      | 0    | –             | –             | –       | –       | 4       | 0       |
| Celkově v kariéře            | Celkově v kariéře | Celkově v kariéře                 | 106    | 11   | —             | —             | —       | —       | 106     | 11      |

#### Reprezentační góly
| Gól | Datum           | Místo                                      | Soupeř  | Skóre | Výsledek | Soutěž                     |
| --- | --------------- | ------------------------------------------ | ------- | ----- | -------- | -------------------------- |
| 1.  | 21. června 2024 | VFF Freshwater Stadium, Port Vila, Vanuatu | Vanuatu | 4:0   | 4:0      | Oceánský pohár národů 2024 |

## Úspěchy
Nový Zéland
- Oceánský pohár národů: 2024

Individuální
- All-star tým A-League: 2024